# マツダ・ボンゴフレンディ
ボンゴフレンディ（BONGO FRIENDEE）は、マツダがかつて販売していたミニバンである。

## 概要
前軸を前進させクラッシャブルゾーンを確保したため、外見上はセミキャブオーバーであるが、エンジン搭載位置は運転席下のため、構造的にはキャブオーバーである。
プラットフォームはSGプラットフォームを採用し、駆動方式は後輪駆動と四輪駆動。エンジンは、2.5L V型6気筒ガソリン、2.0L 直列4気筒ガソリン、2.5L 直列4気筒ディーゼルの3種類が搭載された。
初期型には、3列目シートの部分を一部仕様変更しギャレーなどを標準装備した「RF-Vキャンパー」というグレードが存在した。このグレードは特殊用途の車両に該当するため、8ナンバーが適用された。

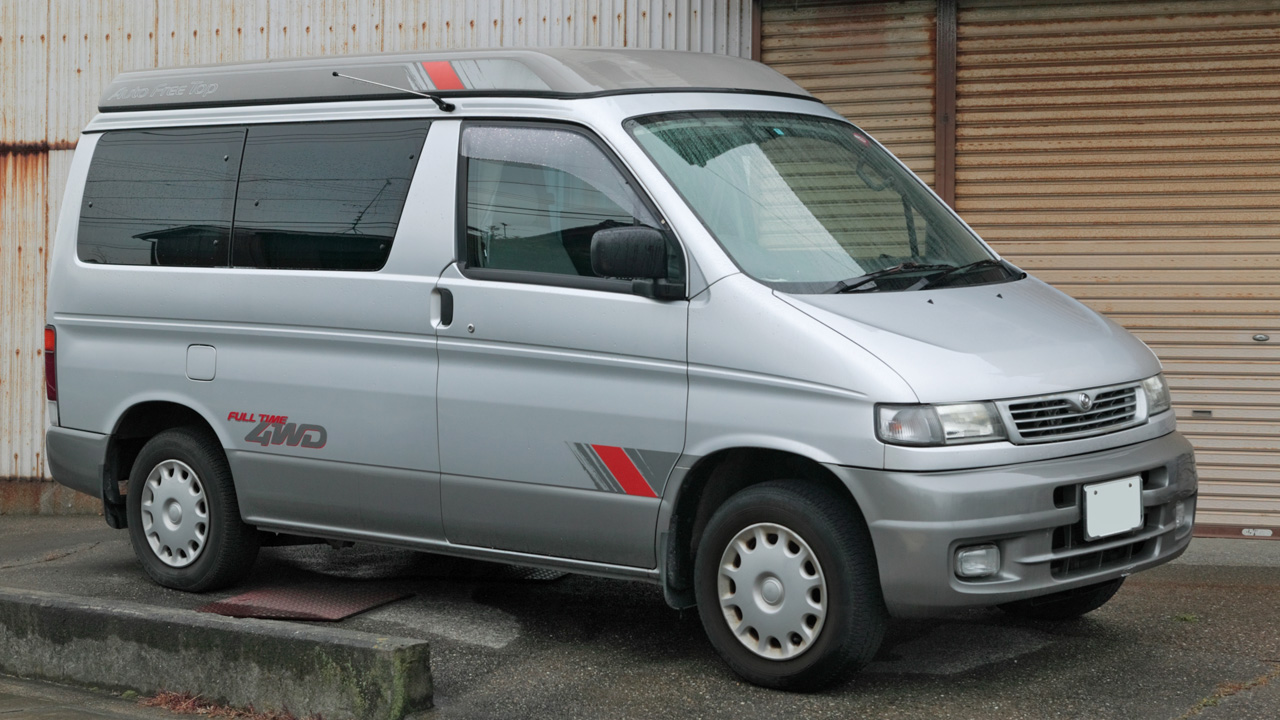
前期型、CIマーク導入前（1995年6月 - 1997年） オートフリートップ装備車
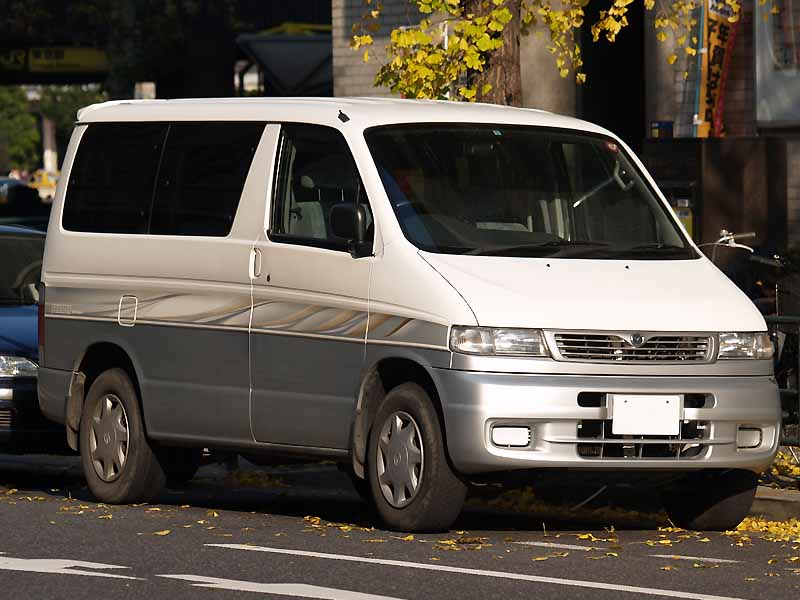
前期型、CIマーク導入後（1997年 - 1999年2月）
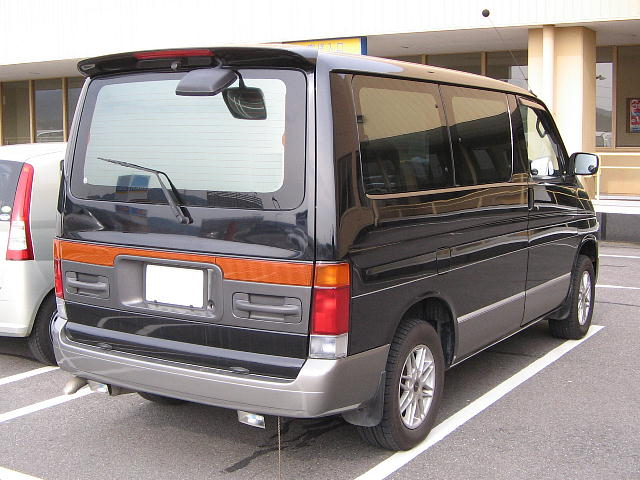
前期型（1995年6月 - 1999年2月）

### オートフリートップ
本車の最大の特徴は、ルーフ部分が電動で持ち上がるダイキョー・ベバスト（現・ベバストジャパン）製の「オートフリートップ」（Auto Free Top, AFT）と呼ばれる構造である。
展開させると、キャンピングカーのポップアップ式テントと同様に新たなスペースが出現する。この部分の広さは、身長の低い子供であれば中で立つことができ、大人2人の就寝スペースにも十分なものとなっている。床はクッション敷きで、テントの窓には虫除け網も備わる。
テント部分との昇降は、1・2列目シート間天井のアクセスホールで行う。オートフリートップ上面には固定式のサンルーフが存在し、テントを開いている場合はテント内部、閉じている場合は車内の明かり取りとしても機能する。この他、就寝時など、アクセスホールが使えないときのため、飲み物などの受け渡しに使える小窓も用意されるなど、使い勝手への配慮には抜かりがなく、その特徴からアウトドア派のユーザーに高い人気を博した。
車体寸法は5ナンバーサイズに収まるが、オートフリートップ装備車は全高が5ナンバーサイズの上限である2mを超えるため、全車3ナンバーとなる。
なお、オートフリートップを持たない通常ルーフのグレードも設定されており、スライド式サンルーフが選択可能であった。

## 初代 GF/SG型（1995年-2006年）
- 1995年6月 - ボンゴワゴンとブローニィワゴンの後継モデルとして発売。CMキャラクターには島田紳助を起用。なお、ボンゴワゴンは1998年まで継続生産され、一時期併売されていた。
- 1997年11月19日 - 一部改良[2]。

マツダの新CIを採用。2.0Lガソリンエンジン搭載車にオートフリートップ装着車を追加したほか、助手席エアバッグの全車標準装備など装備の充実化を図った。内外装についても改良が加えられた。
- 1998年9月9日 - 特別仕様車「RF-Vスペシャル」（1,800台限定）を発売[3]。「RF-V」をベースに、ルーフスポイラーやUVカット機能付リアダークティンテッドガラスなどを装備した
- 1999年
  - 2月15日 - マイナーチェンジ[4]。オートフリートップの開口角度を拡大し、容量を従来比20％向上させた。専用エアロやアルミホイールを装備した「エアロ」を追加。「ファイブポイントグリル」の採用をはじめ、内外装の一部改良。
  - 6月 - ボンゴが4代目へフルモデルチェンジ。
  - 9月20日 - 一部改良[5]。インテリアの質感および装備を向上させた。また、ディーゼル車に可変容量ターボを新たに採用し、最高出力の向上を図った。なお、ディーゼル車は同年11月1日発売となる。
  - 12月20日 - エアロパーツなどを装備した特別仕様車「シティランナー」（限定1,000台）を発売[6]。
- 2000年
  - 5月22日 - 特別仕様車「シティランナー ブリーザ」（限定1,000台）を発売[7]。上記「シティランナー」と同一の仕様となる。
  - 9月27日 - カーライフ情報サービス「マツダテレマティックス」に対応したDVDナビゲーションシステムなどを装備した特別仕様車「＠NAVI」（1,000台限定）を発売[8]。
- 2001年9月 - マイナーチェンジ。
- 2005年11月[9] - 生産終了。在庫対応分のみの販売となる。
- 2006年4月 - 在庫対応分がすべて完売し販売終了。これにより、2008年7月にビアンテが登場するまでマツダからセミキャブオーバー型ミニバンのラインナップがなくなる。また、マツダ最後の5ナンバー幅ミニバンでもあった[注釈 2]。

## 取扱店
- マツダ店
- アンフィニ店（1997年のユーノス店統合まで）
- ユーノス店（1997年のアンフィニ店統合まで）
- マツダアンフィニ店（1997年の開設より）
- マツダオートザム店（2004年より）

## フォード・フリーダ

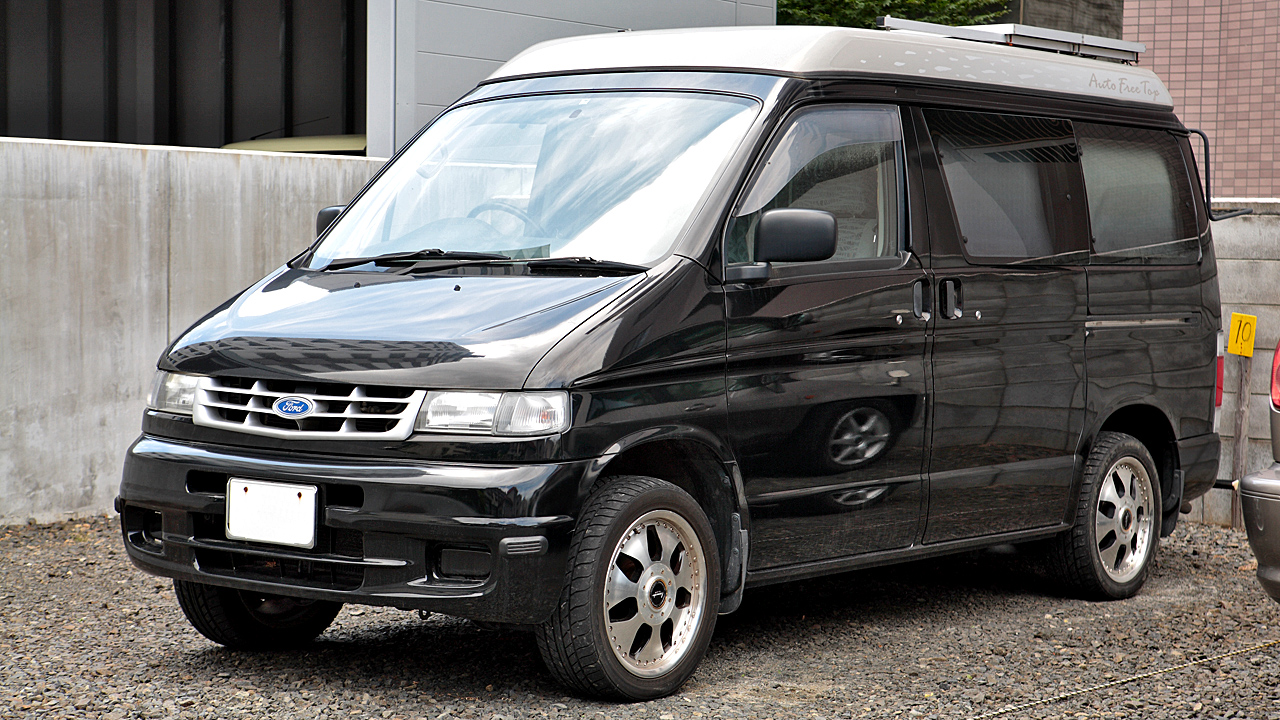
フリーダ 中期型
オートフリートップ装備車

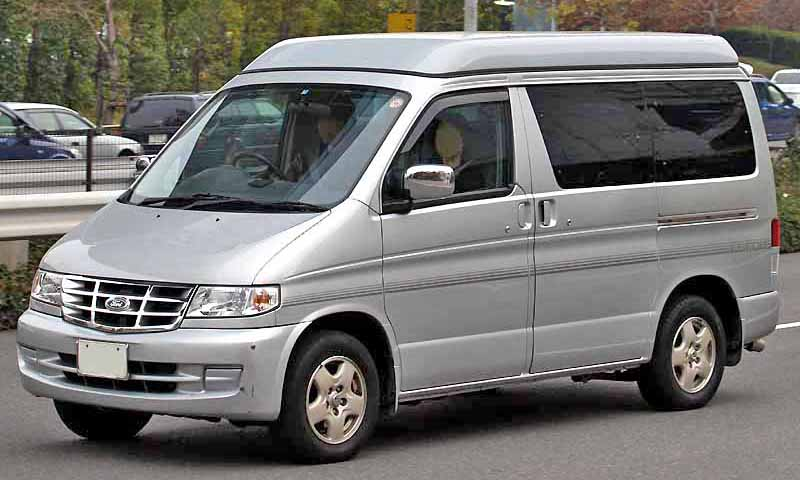
フリーダ 後期型
オートフリートップ装備車

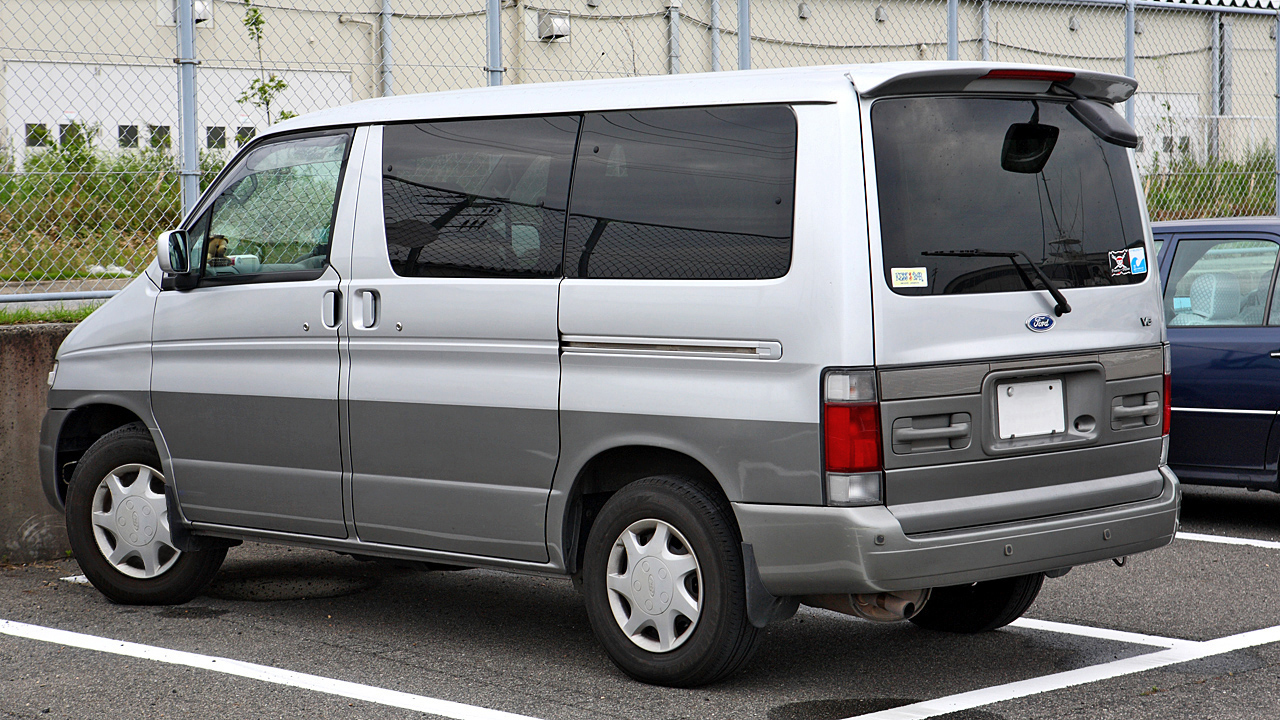
フリーダ 中期型

ボンゴフレンディは、当時マツダと提携関係にあったフォード・モーターへもOEM供給され、フリーダ（FREDA）の車名で1995年から2002年までオートラマで販売されていた。フォードにおいてはスペクトロンの後継という位置づけであるが、スペクトロンも1997年まで併売されていた。
車名の由来は、スペイン語の「Fresca（爽快）」と「Eda（集まり）」を組み合わせた造語で、爽快な運転気分でたくさんの人が集まるクルマであってほしいという願いが込められている。